# مدارس هان

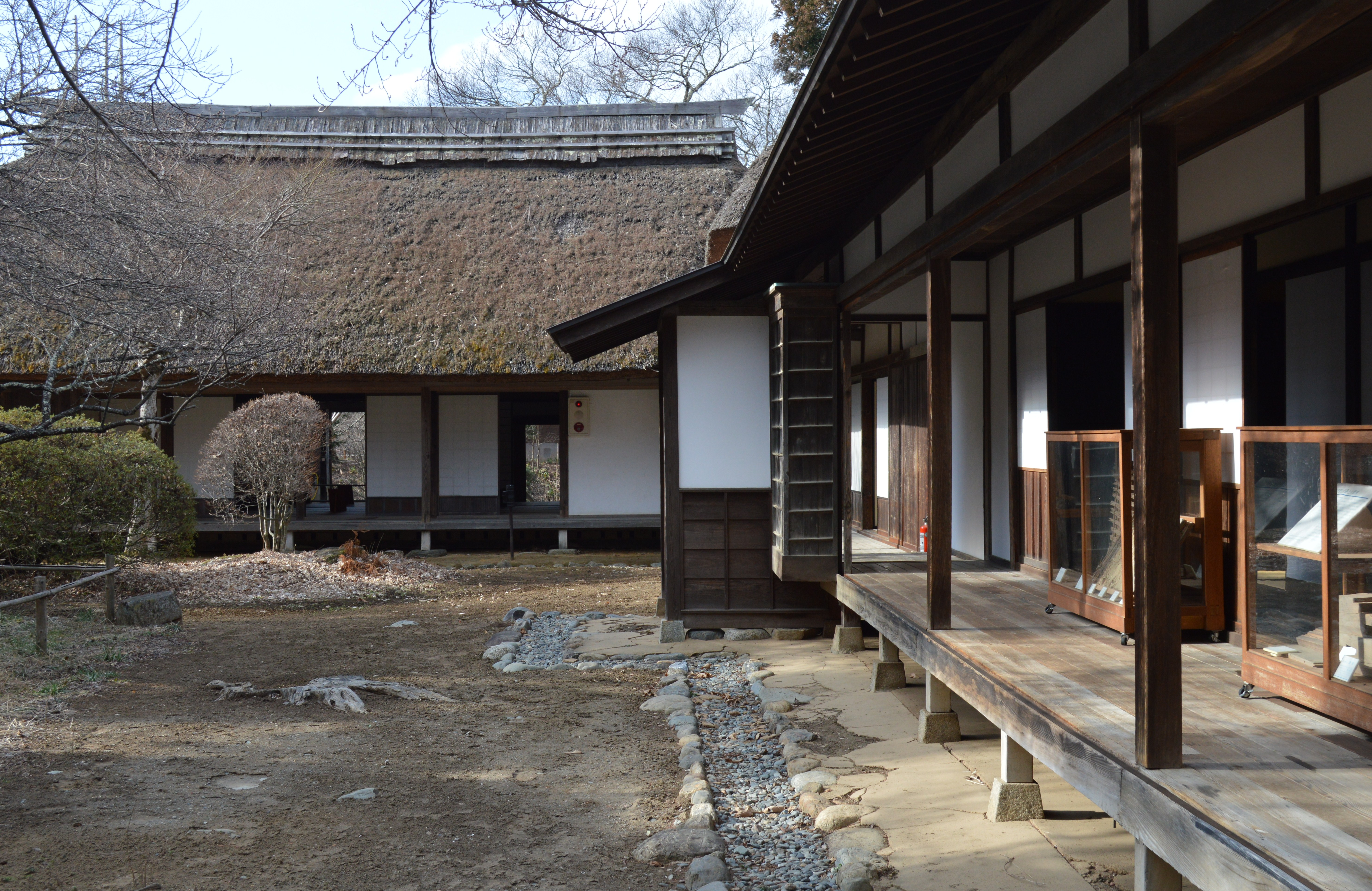
شینتوکوکان یک مدرسه هان در استان ناگانو است که در سال ۱۸۶۰ افتتاح شد.

مدارس هان یا مدارس حوزه‌ای (به ژاپنی: 藩学 hangaku)، نوعی نهاد آموزشی در دوره ادو ژاپن بود. آنها آداب و رسوم سامورایی، کتاب‌های کلاسیک کنفوسیوس، خوشنویسی، فن بیان، مبارزه با شمشیر و سایر سلاح‌ها را آموزش می‌دادند؛ برخی نیز موضوعاتی مانند پزشکی، ریاضیات و علوم غربی را اضافه می‌کردند. مدارس در حوزه‌های مختلف هان (ژاپن)، برنامه‌های درسی متفاوتی ارائه می‌دادند و شرایط ورود متنوعی داشتند. در طول دوره ادو، مدارس هان از مدارس ساده تک اتاقه به مراکز آموزشی بزرگ با ساختمان‌های متعدد تکامل یافتند. تعداد کل مدارس هان از چند ده مدرسه در اوایل قرن هفدهم به بیش از ۲۵۰ مدرسه در پایان قرن نوزدهم متغیر بود.